# Walt Disney Pictures
Walt Disney Pictures er et amerikansk filmproduktionsselskab, som er et datterselskab af Walt Disney Studios, som er ejet af The Walt Disney Company. Studiet er et flagskib indenfor produktion af live-action-spillefilm indenfor Walt Disney Studios-enheden, og er lokaliseret ved Walt Disney Studios i Burbank, Californien. Animerede spillefilm produceret af Walt Disney Animation Studios og Pixar Animation Studios er også udgivet fra dette selskab. Walt Disney Studios Motion Pictures står for distribution og advertisement for film, der er produceret af Walt Disney Pictures.
Walt Disney Pictures and Television, et datterselskab til Walt Disney Studio Entertainment og det vigtigste produktionsfirma til live-action spillefilm sammen med Buena Vista Motion Pictures Group, som er baseret på Walt Disney Studios, erhverver og producerer film, der er blevet frigivet under Walt Disney Pictures og Touchstone Pictures bannere. Firmaets mest succesfulde kommercielle produktionspartnere har i de senere år været Jerry Bruckheimer, Spyglass Entertainment og Walden Media. 
Animerede film produceret af Walt Disney Animation Studios, Pixar Animation Studios, og DisneyToon Studios bliver normalt udgivet fra Walt Disney Pictures. Undtagelser er Who Framed Roger Rabbit og The Nightmare Before Christmas, som originalt blev udgivet fra Touchstone Pictures. 